# Appalacherna
Appalacherna är en bergskedja i östra Nordamerika som sträcker sig från Kanada ner i USA. Appalacherna börjar i Newfoundland i Kanada och sträcker sig ända ner till centrala Alabama i södra USA, inte långt ifrån Mexikanska golfen. Större delen finns alltså i USA. Appalacherna är mellan 160 och 480 km bred. Vissa utlöpare sträcker sig ända till nordöstra Mississippi och gör därmed bergskedjan över 2 600 kilometer lång. 
Appalacherna är den nordamerikanska delen av Kaledoniderna eller den "Kaledoniska bergskedjan"  vilken bröts loss från den europeiska delen när den nordamerikanska kontinenten skildes från den europeiska. Systemet består av flera massiv och bergen är i medeltal 900 meter höga. Det högsta berget är Mount Mitchell (2 040 m) i North Carolina, vilket är den högsta punkten i Nordamerika öster om Mississippifloden.

## Geologi
Appalacherna består av prekambriska eruptivbergarter samt mycket mäktiga, underpaleozoiska geosynklinalavlagringar. De veckades till en bergskedja troligen under permisk tid, nederoderades starkt under mesozoikum, men höjdes åter under tertiärtiden.
I södra och mellersta delen finns en av världens största fyndigheter av kol samt tillgångar av olja, naturgas och en rad andra malmer och mineraler.

## Historia
När spanjorerna utforskade norra Floridas kust fann man en by som blev kallad Apalachen. Än idag finns det geografiska namn i Florida med liknande namn. Appalacherna utgjorde ungefärligen den västliga gränsen för de tretton brittiska kolonier som 1776 bröt med moderlandet och bildade USA. När Storbritannien erkände USA:s självständighet några år senare, erhöll det nya landet även området väster om Appalacherna fram till det då spanska Louisianaterritoriet. 
De omfattande naturtillgångarna har gett upphov till ett av världens viktigaste industriområden. Bergen utgjorde en barriär som hindrade de tidiga invandrarna att tränga västerut, vilket ledde till att uppodling och industrialisering av det östra kustlandet  gynnades.